# Cobertura de cabeça cristã

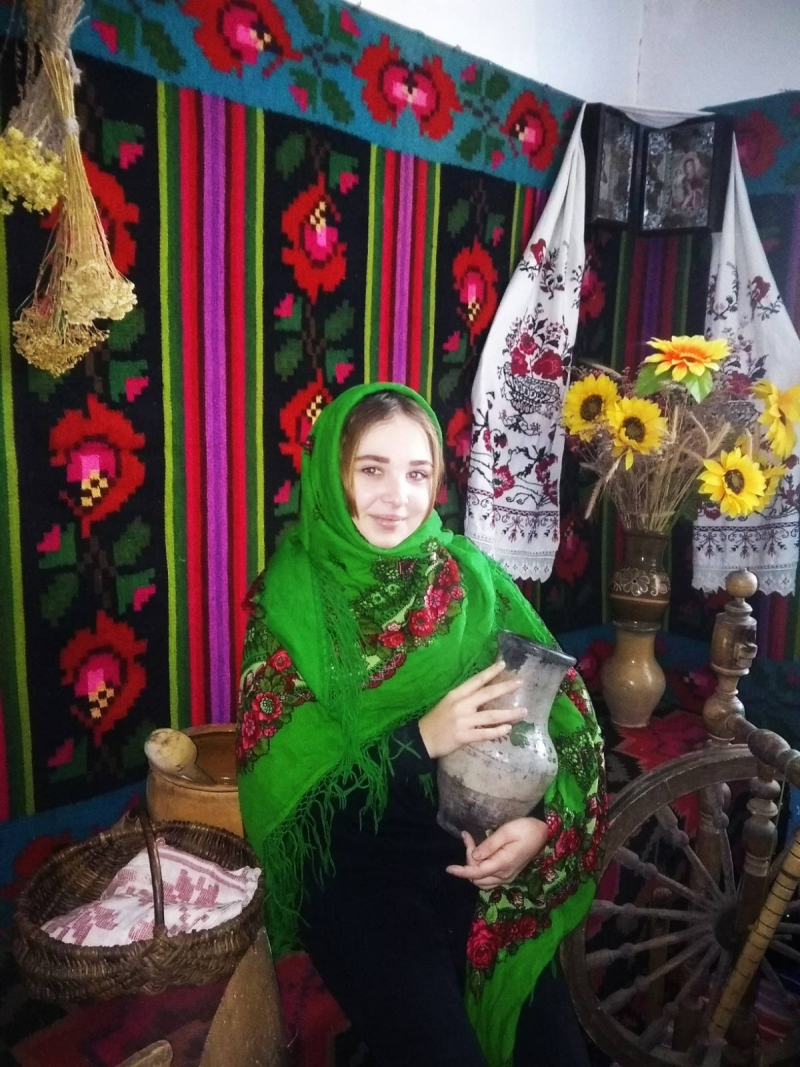
Ukrainian Headscarf Day, 2020.

Cobrir a cabeça com um véu é uma prática bimilenar assumida pelas mulheres cristãs. 
Algumas mulheres cristãs, baseadas no ensino ortodoxo, católico romano, anglicano, luterano, calvinista e metodista, usam o véu na adoração pública (embora algumas mulheres pertencentes a essas tradições também possam escolher usar o véu fora da igreja), enquanto outros, especialmente os cristãos anabatistas, acreditam que as mulheres devem usar coberturas para a cabeça o tempo todo. A prática de cobrir a cabeça cristã para "orar e profetizar" foi inspirada por uma interpretação tradicional de 1 Coríntios 11, 2-6 no Novo Testamento. A prática de cobrir a cabeça cristã como símbolo de recato, modéstia, decência, obediência vem da Sagrada Tradição Oral; entretanto, São Paulo em 1 Coríntios 11: 13-16 da Sagrada Escritura afirmou que uma mulher deve ter cabelos compridos apenas por modéstia. 
A maioria dos estudiosos da Bíblia sustentou que "os versículos 4-7 referem-se a um véu literal ou cobertura de pano" para "orar e profetizar" e o versículo 15 para se referir ao cabelo comprido de uma mulher por modéstia. Embora a cobertura para a cabeça tenha sido praticada por muitas mulheres cristãs leigas ao longo do início da era moderna, agora é uma prática minoritária entre os cristãos contemporâneos no Ocidente, embora continue a ser a prática normal em outras partes do mundo, como a Romênia, Rússia, Ucrânia, Etiópia, Índia, Paquistão e Coreia do Sul. O estilo da cobertura da cabeça cristã varia de acordo com a região. Dentro das ordens monásticas femininas do catolicismo (clero regular), o uso do véu é obrigatório como hábito religioso. 

## História

### Cristianismo Primitivo
A cobertura cristã para a cabeça era universalmente praticada pelas mulheres da Igreja Primitiva. Isso foi atestado por vários escritores ao longo dos primeiros séculos do Cristianismo. Clemente de Alexandria (150–215), um dos primeiros teólogos, escreveu: 
“A mulher e o homem devem ir à igreja vestidos decentemente ... pois este é o desejo da Palavra, visto que é conveniente para ela orar velado”.
Clemente de Alexandria (c. 150 - c. 215) escreve sobre o véu: 
“Também foi ordenado que a cabeça fosse velada e o rosto coberto, pois é uma coisa perversa que a beleza seja uma armadilha para os homens. Nem é apropriado que uma mulher deseje tornar-se visível usando um véu roxo.”
O primeiro escritor cristão Tertuliano (150–220) explica que em seus dias, a igreja de Corinto ainda praticava o uso do véu. Isso aconteceu apenas 150 anos depois que o apóstolo Paulo escreveu 1 Coríntios dizendo. Segundo Tertuliano:
“Da mesma forma, os próprios coríntios entenderam [Paulo]. Na verdade, atualmente os coríntios cobrem suas virgens com véu. O que os apóstolos ensinaram, seus discípulos aprovam.”
Outro teólogo, Hipólito de Roma (170-236), enquanto dava instruções para as reuniões da igreja, disse 
"... que todas as mulheres tenham suas cabeças cobertas com um pano opaco (...) A história da igreja primitiva dá testemunho que em Roma, Antioquia e África o costume [de usar o véu] tornou-se a norma [para a Igreja]”.
Orígenes de Alexandria (c. 184 - c. 253) escreveu: 
"Há anjos no meio de nossa assembleia... temos aqui uma Igreja dupla, uma de homens, a outra de anjos... E visto que há anjos presentes... as mulheres, quando rezam, recebem a ordem de cobrir a cabeça por causa daqueles anjos. Elas ajudam os santos e se alegram na Igreja”.
Na segunda metade do século III, as mulheres orando com as cabeças cobertas são mencionadas como prática da Igreja por São Vitorino em seu comentário do Apocalipse de João.
São Jerônimo (347–420) observou que o gorro e o véu de oração são usados por mulheres cristãs no Egito e na Síria: 
“não andem com a cabeça descoberta em desafio à ordem do apóstolo, mas sim usem uma touca, um lenço ou um véu.”
Santo Agostinho de Hipona (354-430) escreve sobre a cobertura da cabeça:
"Não convém, mesmo nas mulheres casadas, descobrir os cabelos, visto que o apóstolo ordena às mulheres que mantenham a cabeça coberta."
A arte cristã primitiva também confirma que as mulheres usavam a cabeça coberta durante este período.

### Idade Média e Idade Moderna
Até pelo menos ao século XVIII, o uso de uma cobertura na cabeça, tanto em público quanto durante a frequência da igreja, era considerado habitual para mulheres cristãs nas culturas mediterrânicas, europeias, do Oriente Médio e da África. Uma mulher que não usava cobertura na cabeça foi interpretada como "uma prostituta ou adúltera". Na Europa, a lei estipulava que as mulheres casadas que descobriam o cabelo em público eram uma evidência do castigo por sua infidelidade.

## Tradição cristã Oriental
Algumas Igrejas Católicas Orientais e Ortodoxas Orientais exigem que as mulheres cubram a cabeça enquanto estão na igreja; um exemplo dessa prática ocorre na Igreja Ortodoxa Russa. Na Albânia, as mulheres cristãs costumam usar véus brancos, embora seus olhos sejam visíveis; além disso, naquela nação, nos edifícios da igreja cristã ortodoxa, as mulheres são separadas dos homens por divisórias de treliça durante o serviço religioso. 
As mulheres pertencentes à comunidade dos Velhos Crentes usam tapa - cabeças cristãs opacas, e as casadas usam um gorro de tricô conhecido como povoinik por baixo. 
Em outros casos, a escolha pode ser individual ou variar dentro de um país ou jurisdição. Entre as mulheres ortodoxas orientais na Grécia, a prática de usar cobertura para a cabeça na igreja diminuiu gradualmente ao longo do século XX. Nos Estados Unidos, o costume pode variar dependendo da denominação e congregação, e das origens dessa congregação. Os católicos na Coreia do Sul ainda usam a cabeça coberta. 
O clero ortodoxo oriental de todos os níveis tem coberturas de cabeça, às vezes com véus no caso de monges ou celibatários, que são colocados e removidos em certos pontos dos serviços. Nas igrejas dos Estados Unidos, eles são usados com menos frequência.

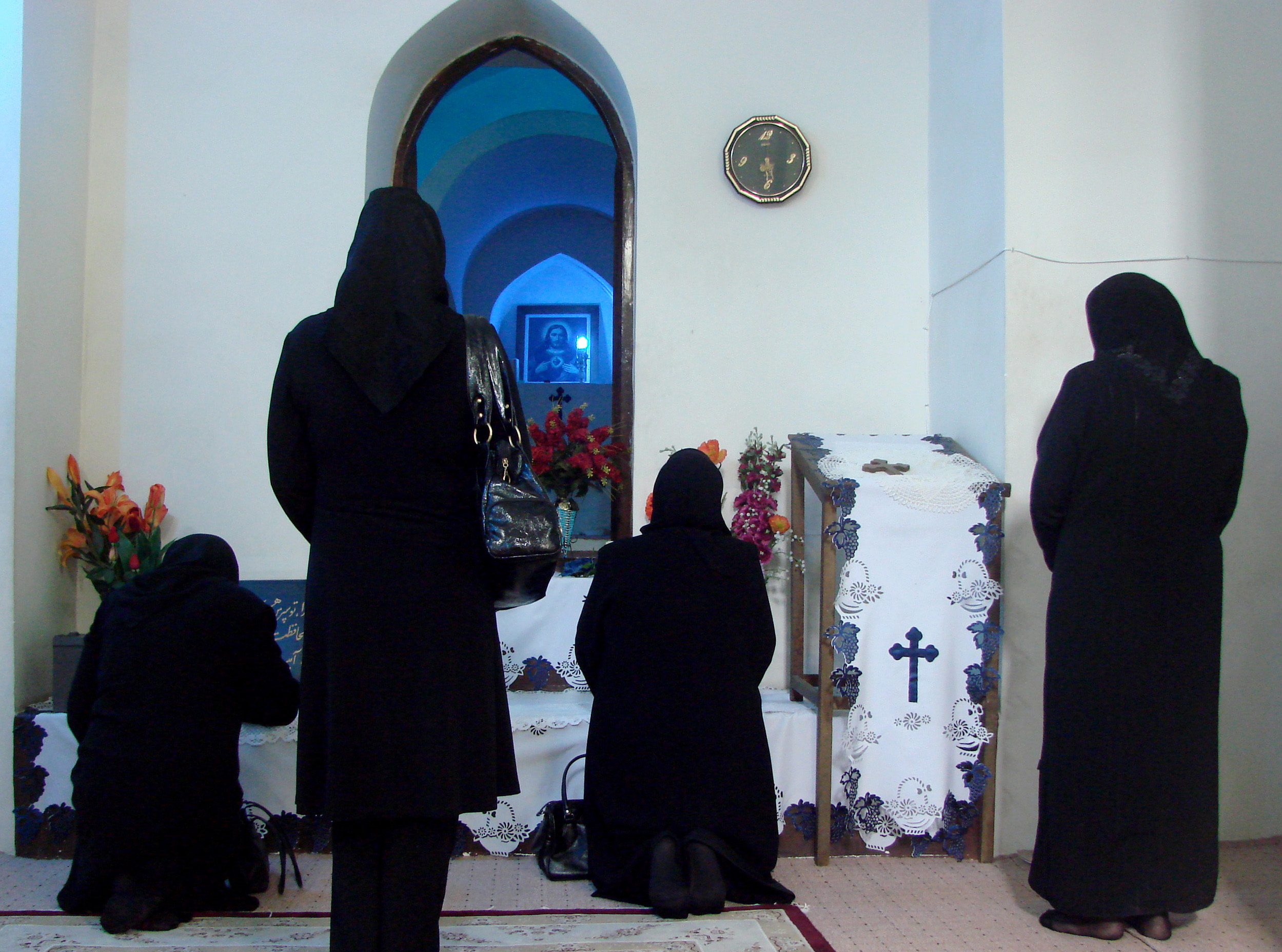
Mulheres assírias usando cabeça coberta e roupas modestas rezando na Igreja Mart Maryam em Úrmia, Irã.

As monjas ortodoxas orientais usam uma cobertura na cabeça chamada apostólnik, que é usada o tempo todo e é a única parte do hábito monástico que as distingue dos monges ortodoxos orientais do sexo masculino.

## Tradição cristã Ocidental
Na Europa Ocidental e na América do Norte no início do século XX, as mulheres em algumas denominações cristãs tradicionais usavam coberturas na cabeça durante os serviços religiosos. Estes incluíam muitos anglicanos, batistas, católicos, luteranos, metodistas, igrejas presbiterianas.
A cobertura para a cabeça para mulheres foi unanimemente mantida pela Igreja Católica Apostólica Romana até que o Código de Direito Canônico de 1983 entrou em vigor. Historicamente, as mulheres eram obrigadas a usar véu ao receber a Eucaristia após os Concílios de Autun e Angers. Da mesma forma, em 585, o Sínodo de Auxerre (França) declarou que as mulheres deveriam usar cobertura na cabeça durante a Santa Missa. O Sínodo de Roma em 743 fez uma declaração canônica que mais tarde foi apoiada pelo Papa Nicolau I em 866, para serviços religiosos:
"Uma mulher orando na igreja sem sua cabeça coberta traz vergonha sobre sua cabeça, de acordo com a palavra do apóstolo.
Na Idade Média, Santo Tomás de Aquino (1225-1274) disse que 
"o homem que existe sob Deus não deve ter uma cobertura para mostrar que está imediatamente sujeito a Deus; mas a mulher deve usar uma cobertura para mostrar que além de Deus ela está naturalmente sujeita a outro."
No Código de Direito Canônico de 1917, era uma exigência que as mulheres cobrissem suas cabeças na igreja. Dizia: 
"mulheres, entretanto, devem ter a cabeça coberta e estar vestidos com recato, especialmente quando se aproximam da mesa do Senhor."
O véu não foi especificamente abordado na revisão de 1983 do Código, que declarou o Código de 1917 revogado. De acordo com o novo Código, a lei anterior só tem peso interpretativo nas normas que são repetidas no Código de 1983; todas as outras normas são simplesmente revogadas. Não há previsão de normas que não sejam repetidas no Código de 1983. 
Martinho Lutero, o reformador protestante, incentivou as esposas a usar véu na adoração pública. As Rubricas Gerais da Conferência Sinódica Luterana Evangélica da América do Norte, conforme contidas na "Liturgia Luterana", declaram em uma seção intitulada "Capacete para Mulheres": "É um costume louvável, baseado em uma injunção das Escrituras (1 Cor . 11: 3-15), para que as mulheres usem uma cobertura adequada para a cabeça na Igreja, especialmente no momento do serviço divino." 
João Calvino, o fundador das Igrejas Reformadas e John Knox, o fundador da Igreja Presbiteriana, ambos convocaram as mulheres a usar coberturas na cabeça na adoração pública. John Wesley, o fundador do Metodismo, sustentava que uma mulher, "especialmente em uma assembleia religiosa", deveria "manter o véu". 
Em nações como a Europa Oriental e o subcontinente indiano, quase todas as mulheres cristãs usam cobertores para a cabeça durante os serviços religiosos. No Reino Unido, é comum que as mulheres usem a cabeça coberta enquanto participam de serviços religiosos formais, como casamentos na igreja. Na adoração, em partes do mundo ocidental, muitas mulheres começaram a usar gorros como cobertura para a cabeça e, mais tarde, os chapéus se tornaram predominantes. No entanto, eventualmente, na América do Norte e em partes da Europa Ocidental, essa prática começou a declinar, com algumas exceções, incluindo cristãos que usam roupas simples, como quacres conservadores e muitos anabatistas (incluindo menonitas , huteritas, Irmãos batistas alemães antigos, cristãos apostólicos e amish. As mulheres da Morávia usam uma cobertura de renda para a cabeça chamada haube, especialmente quando servem como dieners. 
Católicos tradicionalistas, bem como muitos cristãos de santidade que praticam a doutrina da santidade exterior, também praticam a cobertura da cabeça, além da Igreja Luterana Laestadiana, os Irmãos de Plymouth e as igrejas Presbiterianas Escocesas e Irlandesas e Reformadas Holandesas mais conservadoras. Algumas mulheres crentes nas Igrejas de Cristo também cobrem. As igrejas pentecostais, como a Igreja de Nosso Senhor Jesus Cristo da Fé Apostólica, a Missão Pentecostal, a Congregação Cristã e a Igreja dos Crentes também observam o véu das mulheres. Mulheres Testemunhas de Jeová só podem liderar oração e ensino quando nenhum homem batizado está disponível, e devem fazê-lo usando uma cobertura para a cabeça.
Freiras das tradições católica romana, luterana e anglicana costumam usar um véu como parte de seu hábito religioso.

## Base Bíblica

### Antigo Testamento
Passagens como Gênesis 24,65, Números 5,18 e Isaías 47,2 indicam que algumas mulheres cobriam a cabeça durante a época do Velho Testamento.

### Novo Testamento
1 Coríntios 11, 2–16 contém a única passagem no Novo Testamento que se refere ao uso da cabeça coberta por mulheres (e a cabeça descoberta dos homens).
Paulo introduz essa passagem elogiando os cristãos coríntios por se lembrarem dos "ensinos" (também traduzidos como "tradições" ou "ordenanças") que ele havia transmitido a eles (versículo 2).
Paulo então explica o uso cristão de coberturas de cabeça usando os assuntos de chefia, glória, anjos, comprimentos naturais de cabelo e a prática das igrejas. O que ele disse especificamente sobre cada um desses assuntos levou a diferenças na interpretação (e prática) entre os comentaristas da Bíblia e as congregações cristãs.
Também é às vezes interpretado em conjunto com a modéstia nas roupas (1 Timóteo 2,9-10:
"Eu também quero que as mulheres se vistam com recato, com decência e decoro, adornando-se, não com penteados elaborados ou ouro ou pérolas ou roupas caras, mas com boas ações, pois isso é apropriado para mulheres que professam adorar a Deus"

## Exegese e Hermenêutica do Texto
São Paulo fala claramente sobre a obrigação do véu e o que se nota no restante do texto é que em toda a sua argumentação, São Paulo sempre relaciona a cobertura da cabeça da mulher com a glória.
"A própria natureza não vos ensina que para o homem é vergonhoso deixar o cabelo crescer, ao passo que para a mulher é honroso ter os cabelos compridos?" (14-15), nesse trecho, São Paulo demonstra que não se trata apenas de algo cultural, mas de algo natural. É próprio do feminino a elegância, a busca da expressão da beleza interior pelo cuidado e zelo com a aparência exterior. Da mesma forma, é tipicamente feminino o cuidado com os cabelos.
Diante disso, a mulher cobrir sua cabeça no momento dar glória a Deus é esconder a sua própria reverenciando Aquele que merece toda a glória. Usar o véu em atenção aos anjos, como diz São Paulo, significa que ela está participando de um culto de adoração a Deus juntamente com os anjos. Todas as criaturas, homens, mulheres e anjos, se prostram diante de Deus para adorá-lo e, nesse momento, todas elas devem esconder sua glória e dar glória a Deus. Cobrindo a cabeça, a mulher realiza isso de forma visível e ritual.
O uso do véu, também chamado de mantilha, é costume da Igreja desde sua instituição. Há várias razões que aconselham seu uso.
Quando uma mulher cobre sua cabeça na Igreja Católica, simboliza sua dignidade e humildade diante de Deus. A mulher que
cobre sua cabeça na presença do Senhor Jesus no Santíssimo Sacramento está lembrando para si mesma que diante de Deus
deve-se ser humilde. 
O véu cobre o que o Senhor, na Sagrada Escritura, chama de “a glória da mulher”: o seu cabelo. Cobrir seus cabelos é um gesto que a mulher faz espiritualmente para “mostrar” a Deus que reconhece que sua beleza é menor que a d'Ele e que a glória d'Ele está muito acima da sua, simbolizando assim sua vontade de manter-se velada para que só Deus seja glorificado. O véu simbolicamente motiva a mulher a “inclinar” a cabeça em oração, a abaixar o olhar diante da grande e misteriosa beleza e poder de Deus no Santíssimo Sacramento. Pela inclinação da cabeça e pelo abaixar dos olhos, ela está mais apta a adorar a Deus na capela interior do seu coração: sua alma.
O véu que a mulher usa confere-lhe um belo senso de dignidade. Quando ela o usa, identifica-se com a maior criação de Deus, a Bem-Aventurada e Imaculada Virgem Maria, Mãe de Deus. As mulheres devem perceber que a imitação de sua Mãe Santíssima, pelo uso do véu e por outras virtudes, é um pequeno sacrifício a ser feito a fim de crescer na compreensão espiritual da fé, na submissão e no amor.
O piedoso uso do véu pela mulher na Igreja é um surpreendente lembrete de modéstia, edificante não só para quem o usa mas
também para todos os que o notam.
Na Liturgia, cobre-se delicadamente a dignidade de seus diversos elementos: o véu frontal que cobre o Sacrário, o véu que cobre o cálice e o cibório, a toalha branca que cobre o altar, a casula que cobre o sacerdote que oferece o Santo Sacrifício da Missa.  
Assim é o véu que cobre a mulher, chamada a ser, pela Sagrada Comunhão, de forma especial, como a doce e bela Virgem Maria: Sacrário vivo do Corpo de Deus.
Por fim, cumpre salientar que o uso do véu pela mulher na Igreja é um costume imemorial de origem apostólica. Tais costumes têm força de lei para o Direito Canônico, ainda que o atual código silencie quanto à obrigatoriedade do uso.
Pode-se usá-lo como sacramental após recebida a devida bênção sacerdotal. Não há uma regra sobre a cor, mas costuma-se usar branco (ou outras cores mais claras) para as moças solteiras e preto (ou outras cores mais escuras) para as senhoras casadas ou viúvas. Os véus coloridos não são proibidos, mas deve-se usar de bom senso e evitar cores berrantes, que chamem a atenção e distraiam os fiéis durante a Missa. O uso do véu é recomendado, além de na assistência aos sacramentos, na visita ao Santíssimo Sacramento da Eucaristia e na prática dos diversos atos de piedade e oração privados ou públicos.
Uma exegese baseada na glória pregada por São Paulo leva a alguns desdobramentos: O homem é a glória de Deus, a mulher a glória do homem. O homem é imagem de Deus e a mulher é reflexo do homem (imagem de Deus). Portanto São Paulo mostra o uso do véu como uma forma de mostrar externamente a hierarquia que Deus instituiu ao criar o homem e mulher. A mulher foi criada do homem e para o homem, é um presente de Deus, é a glória do homem.
Glória quer dizer: honra, fama, beleza. Portanto a mulher é a honra, a fama e a beleza do homem:
- a honra do homem: a honra é o princípio que leva alguém a conduta virtuosa e corajosa;
- a fama do homem: a mulher esta ligada a reputação do homem;
- a beleza do homem: a mulher é fonte de admiração, contém em si a virtude do que é belo.
A partir da Tradição aliada a uma análise exegética e hermenêutica é possível identificar sete razões para o uso cristão do véu pelas mulheres:
1- Honra, Fama e Beleza
Estes atributos da mulher são em si atributos divinos. Ou seja, a mulher contém em si, atributos que saíram de Deus e nela estão, pois Ele assim quis ao nos criar.
"A Beleza Suprema não podia senão criar a beleza. Neste cosmos tudo era apenas equilíbrio e simples reflexo da Beleza criadora. Quais olhares podiam descobrir o Belo? Os do homem e da mulher, criados a imagem de Deus, a quem Deus insuflou seu hálito de vida, capazes de se maravilharem um diante do outro, num face a face que conduz ao olhar criador que faz o outro existir. Eis a obra primordial de Deus, seu primeiro olhar de amor: o homem elevado na beleza de Deus e, pelo homem, todas as criaturas, feitas para ele, e ele tendo parte comum com esse universo. Uma criação manando de mil graças." Cônego Constant Tonnellier

Assim o homem tem na mulher um canal de honra, fama e beleza, que vem de Deus. A mulher é o diadema da criação, criada para auxiliar o homem em sua união com Deus.
Por isso, é evidente que durante um rito a mulher deva cobrir-se, guardar-se para que somente a Honra e Beleza de Deus seja vista e louvada.
2- Usar o véu é obedecer a hierarquia estabelecida por Deus ou: A Mulher como sinal de Submissão
Deus é o Criador da Santa Ordem. Tudo que vem de Deus possuí uma hierarquia, está justa e devidamente ordenado. E é precisamente nesse argumento que São Paulo sustenta sua explicação: a Santa Ordem. Por isso ele se refere sucintamente "por causa dos anjos", os puros espíritos estão divididos em hierarquias, numa Santa Ordem diante de Deus e se alegram e até mesmo exigem que também vivamos e expressemos a ordem estabelecida por Deus entre nós. A obediência a essa Santa Ordem é determinante para a saúde espiritual pessoal e comunitária.
Como se sabe pelas Escrituras, a mulher foi criada do homem e para o homem, e é para ele um presente de honra, fama e beleza. 
Nesse contexto é que se baseia a submissão da mulher perante o homem.
A mulher como parte da criação deve ser submissa ao homem, mostrando e ensinando a docilidade que as criaturas e os homens devem ter diante de Deus e o homem, por sua vez, deve proteger, amar, cuidar e defender a mulher - sendo ela a fonte de admiração mais próxima da beleza e da graça divina - mostrando e ensinando que todos devemos amar, cuidar e defender o que é sagrado.
E justamente o entendimento da hierarquia estabelecida por Deus faz com que as relações humanas e afetivas sejam sadias.
Muitos há que se contrapõem ao uso do véu por asco da correta submissão e por adesão uma ideologia anticristã. No entanto, nada dignifica e enaltece mais a mulher que a visão cristã da feminilidade, ou seja, a vivência da vida como Deus estabeleceu para nós.

3- Identidade Feminina ou: Seria Deus Pai capaz de rebaixar uma de suas filhas? 
Segundo a doutrina católica, Deus delegou às mulheres o augusto papel de formadoras da família, da sociedade e canal de beleza! Uma Mulher Forte é consciente dos olhos de Deus sobre ela, de quem ela é dentro do arranjo divino da Criação sendo a sociedade um reflexo da qualidade de suas mulheres pois a mulher é o sinal da eternidade no efêmero. A mulher sinaliza a submissão da criação e da Igreja perante Deus.
Esse caráter etéreo da mulher, esse aspecto misterioso da mulher é expressado no uso do véu. Assim, vemos no uso do véu a união da consciência da submissão e abnegação - entrega e doação que caracteriza o ser mulher - e o mistério da feminilidade - que é ser vaso e canal da graça de Deus. A recusa ou aversão ao uso do véu, no fundo demonstra uma aversão à submissão, abnegação  e da graça características da feminilidade. A sua adesão por outro lado demonstra exteriormente  o entendimento desse mistério que dá todo sentido a vocação feminina, ou ao menos, deveria ser assim.
4- O Piedoso uso do véu e os Anjos
Para finalizar sobre a Santa Ordem estabelecida por Deus e a submissão, São Paulo diz "por isso a mulher deve trazer o sinal da submissão sobre sua cabeça, por causa dos anjos."
Os anjos são criaturas, puros espíritos, que também foram criados de forma hierárquica. Existem três hierarquias e dentro delas coros diferentes entre si em glória e funções. Embora sejam todos puros espíritos, os anjos não são todos iguais.
A mulher em sua missão, portanto, deve lembrar essa desigualdade estabelecida por Deus. Desigualdade quer dizer "que não é igual" e não "abaixo", "acima", simplesmente quer dizer que é diferente. 

Assim as mulheres imitam na terra o que acontece no Céu: Santa Ordem hierárquica de Deus. Os seres humanos imitam os seres celestes. 
Os anjos sendo puros espíritos se alegram quando uma alma quer imitá-los e ainda mais, quer purificar seu coração dos olhares externos e da admiração alheia, para que Deus seja mais amado, adorado e servido. Também se alegram porque essa atitude gera piedade e purificação em outras almas, que passam a se atentar para a solenidade que presenciam. 
Ante tudo isso, aos olhos do Senhor, nem o homem existe sem a mulher, nem a mulher sem o homem. Pois a mulher foi tirada do homem, porém o homem nasce da mulher, e ambos vêm de Deus. 
Após falar sobre os anjos, São Paulo volta a falar sobre a união entre homem e mulher na hierarquia, mostrando claramente que não se trata de um rebaixamento mas de um sinal de dignidade, ambos vêm de Deus, não podem viver um sem o outro, a mulher foi tirada do homem e o homem nasce da mulher. 
Por fim, São Paulo finaliza dizendo que os cristãos não tem o costume de contestar as orientações dos Apóstolos, mas que a comunidade de Coríntios julgasse por si mesma, se era decente esse comportamento, baseado em tudo que ele havia explicado. 
Assim, desde o princípio a Igreja coloca como uma prática que nasce da reflexão e da meditação sobre a criação e a vontade de Deus, expressada em nossas obras e vestimenta. Nasce do amadurecimento e também da boa formação.  
5- Comportamento na Santa Missa
São Paulo afirma: "fazendo-vos essas advertências, não vos posso louvar a respeito de vossas assembleias", ou seja, a forma da realização do rito na Igreja não estava indo muito bem.
São Paulo explica a questão sobre "cobrir a cabeça" e logo começa a falar sobre o comportamento do povo na Igreja. As reuniões estavam causando "mais prejuízo que proveito". (1 Coríntios 11,20-30)
Pelo texto da Carta de São Paulo à comunidade de Coríntios, eles tinham se esquecido que estavam tomando o Corpo do SENHOR. Iam pra Missa como quem vai a um "banquete de festança" e se esqueciam do Corpo de CRISTO.
"Aquele que o come e o bebe sem distinguir o corpo do Senhor, come e bebe a sua própria condenação."
O culto católico por excelência é a Missa, afirmado ser o Santo Sacrifício incruento do Altar, a Transubstanciação. Para os católicos é um milagre, Deus que se faz alimento sobrenatural em espécie natural.
“A Santa Missa é a obra na qual Deus coloca sob os nossos olhos todo o amor que Ele nos tem; é de certo modo, a síntese de todos os benefícios que Ele nos faz.” São Boaventura
“Todas as Missas tem um valor infinito, pois são celebradas pelo próprio Jesus Cristo, com uma devoção e amor acima do entendimento dos Anjos e dos homens, constituindo o meio mais eficaz, que nos deixou Nosso Senhor Jesus Cristo, para a salvação da humanidade.” Santa Matilde
Ante essa realidade não há como haver uma possibilidade de comportar-se de forma "não solene". De fato, há um sacrifício, com toda pompa e circunstância.
"Aquele que o come e o bebe sem distinguir o corpo do Senhor, come e bebe a sua própria condenação. Que cada um se examine a si mesmo, e assim coma desse pão e beba desse cálice."
São Paulo, novamente, chama a atenção de cada cristão. Depois de explicar que o pão e o vinho se tornam, realmente, Corpo e Sangue do Senhor, ele pede que cada um exame sua postura e seu entendimento do que está a presenciar. 
“A atitude corporal - gestos, roupa - há de traduzir o respeito, a solenidade, a alegria deste momento em que Cristo se torna nosso hóspede.” Catecismo da Igreja Católica, nº 1387
“De modo particular torna-se necessário cultivar, tanto na celebração da Missa como no culto eucarístico fora dela, uma consciência viva da Presença Real de Cristo, tendo o cuidado de testemunhá-la com o tom da voz, os gestos, os movimentos, o comportamento no seu todo. [...] Numa palavra, é necessário que todo o modo de tratar a Eucaristia por parte dos ministros e dos fiéis seja caracterizado por um respeito extremo.” ( Papa João Paulo II, Mane Nobiscum Domine, 18
“Lembro-me de como as pessoas se preparavam para comungar: havia esmero em arrumar bem a alma e o corpo. As melhores roupas, o cabelo bem penteado, o corpo fisicamente limpo, talvez até com um pouco de perfume. Eram delicadezas próprias de gente enamorada, de almas finas e retas, que sabiam pagar Amor com amor.” São Josemaria Escrivá
O uso do véu mesmo não sendo uma obrigatoriedade (como não é obrigatório tomar banho nem perfumar-se), é um auxílio piedoso na vivência da fé, no resgate da feminilidade e da masculinidade segundo a vontade de Deus, na vivência piedosa, zelosa, amorosa do Santo Sacrifício da Missa e por fim  é sinal visível da hierarquia da criação, da submissão, abnegação e mistério inerentes a vocação feminina. 

O Espírito Santo é “o Princípio de toda ação vital e verdadeiramente salutar em cada uma das diversas partes do Corpo”. Ele opera de múltiplas maneiras a edificação do Corpo inteiro na caridade: pela Palavra de Deus, “que tem o poder de edificar” (At 20,32); pelo Batismo, por meio do qual forma o Corpo de Cristo; pelos sacramentos, que proporcionam crescimento e cura aos membros de Cristo; pela “graça concedida aos apóstolos, que ocupa o primeiro lugar entre seus dons”; pelas virtudes, que fazem agir segundo o bem; e, enfim, pelas múltiplas graças especiais (chamadas de “carismas”), por meio das quais “torna os fiéis aptos e prontos a tomarem sobre si os vários trabalhos e ofícios que contribuem para a renovação e maior incremento da Igreja”. (CIC, 798).
Portanto, o véu está à disposição àquelas mulheres pias que sentem ardentemente no coração este chamado, que por se deixarem edificar, edificam também a Igreja, Corpo Místico de Cristo. "Não é porque sois mais numerosos que todos os outros povos que o Senhor se uniu a vós e vos escolheu; ao contrário, sois o menor de todos" (Dt 7,7). 
6- Aspecto Legal
“As mulheres, entretanto, têm que cobrir suas cabeças e vestir-se com modéstia, especialmente quando se aproximam da mesa do Senhor” (Mulieres autem, capite cooperto et modest vestitae, maxime cum ad mensam Domincam accedunt, Código de Direito Canônico de 1917, cân. 1262).
As orientações gerais para as atualizações do Código de Direito Canônico estão descritas no Novo Código:
"A lei posterior ab-roga ou derroga a anterior, se expressamente o declara, se lhe é diretamente contrária, ou se reordena inteiramente toda a matéria da lei anterior; a lei universal, porém, de nenhum modo derroga o direito particular ou especial, salvo determinação expressa em contrário no direito" (Código de Direito Canônico de 1983, cân. 20).
"Salva a prescrição do cân. 5, o costume contra ou à margem da lei é revogado por um costume ou lei contrários; mas, se não fizer expressa menção deles, uma lei não revoga costumes centenários ou imemoriais, nem a lei universal, costumes particulares" (Ibid., cân. 28).
“O costume é o melhor intérprete da lei” (Ibid., cân. 27).
O uso da cobertura da cabeça pelas mulheres católicas não foi proibido pela Santa Sé pois é um costume centenário. Por 2000 anos as mulheres usaram véu na Igreja, assim como ensinavam os apóstolos, não por vaidade, falsa humildade ou rebaixamento, mas para honrar a presença do Senhor no Santíssimo Sacramento. Não por serem santas mas por Deus ser Santo. 
Não seria natural em uma alma piedosa, que ama o seu Senhor, querer honrá-lo e se apresentar de  uma forma digna e que mais Lhe agrada?
7- O véu pode ser um Sacramental 
“A santa mãe Igreja instituiu os sacramentais, que são sinais sagrados pelos quais, à imitação dos sacramentos, são significados efeitos principalmente espirituais, obtidos pela impetração da Igreja. Pelos sacramentais os homens se dispõem a receber o efeito principal dos sacramentos e são santificadas as diversas circunstâncias da vida.” (CIC, 1667).
"Portanto, o véu (se abençoado pelo sacerdote) é um sacramental. A diferença entre sacramento e sacramental é simples: Os sacramentos (Batismo, Crisma, Eucaristia, Confissão, Unção dos enfermos, Ordem, Matrimônio) foram instituídos por Jesus Cristo para dar a graça santificante às nossas almas. Por meio deles, obtemos a graça santificante que apaga o pecado ou, então, aumenta a graça que já possuímos. Já os sacramentais não conferem a graça em si, à maneira dos sacramentos, mas são caminhos que conduzem a ela, ajudando a santificar as diferentes circunstâncias da vida. Os sacramentais despertam nos cristãos sentimentos de amor e de fé. Assim como crucifixos, medalhas, terços, escapulários, imagens do Senhor, da Virgem e de santos são sacramentais, o véu também o é. Sendo assim, o uso do véu é um caminho que conduz a exaltação da Santa Eucaristia e não a elevação de si mesmo. A finalidade está em santificar-se e louvar a Deus." (Piedoso uso do Véu, Caritas in Veritate).

Nossa justificação vem da graça de Deus. A graça é favor, o socorro gratuito que Deus nos dá para responder a seu convite: tomar-nos filhos de Deus, filhos adotivos participantes da natureza divina, da Vida Eterna. (CIC, 1996) 

## Oração ao Vestir o Véu
Divino Espírito Santo, hóspede da minha alma, convencida de que a minha verdadeira vida está escondida com Cristo em Deus Pai, visto este véu na minha cabeça na esperança não de aparecer, mas de desaparecer, não para atrair a atenção sobre a minha pessoa, mas para esconder-me na imitação de Maria Santíssima.
Que todos olhem para Vós, Deus, Pai e Filho e Espírito Santo. Amém!